# Dimitrije Tucović
Dimitrije «Mita» Tucović (en alfabet ciríl·lic serbi: Димитрије Туцовић; pronunciació sèrbia: [dimǐtrije tûːtsoʋitɕ]; 13 de maig de 1881 – novembre de 1914) fou un editor serbi i líder del moviment socialista. Va ser fundador del Partit Socialdemòcrata Serbi (SSDP) i va escriure en nombrosos diaris i revistes: Radnicki novine, Zhivot, Borba, Radnicki list, Sloboda, Tergovački pomoci, Radnik, Die Neue Zeit, Vorwärts, Gllas sloboda, Radnicki kalendari i Majski spisi.
Tucović va dedicar la seva vida a lluitar per la classe obrera, els drets humans, la igualtat de gènere, el sufragi universal, la justícia social i les llibertats civils al Regne de Sèrbia. Algunes de les idees que va defensar, avui són valors de la Sèrbia contemporània.

## Biografia
Dimitrije Tucović va néixer el 13 maig de 1881 al poble de Gostilje, al massís de Zlatibor, a prop de Čajetina. Tucović ja era socialista quan el 1899 va arribar a Belgrad per acabar el batxillerat. Radovan Dragović li va ser una gran influència. El 1901, la Societat Obrera de Belgrad es va renovar i Tucović va recrear un grup socialista d'estudiants al gymnasium esdevenint-ne un dels líders. També va intentar crear sindicats moderns. El 1902 va organitzar manifestacions estudiantils al Senat contra el primer ministre Nikola Pašić. Tucović va dirigir les manifestacions contra el rei Aleksandar Obrenović el 5 de març de 1903. Va ser obligat a emigrar a Zemun, a la veïna Àustria-Hongria, i després a Viena.

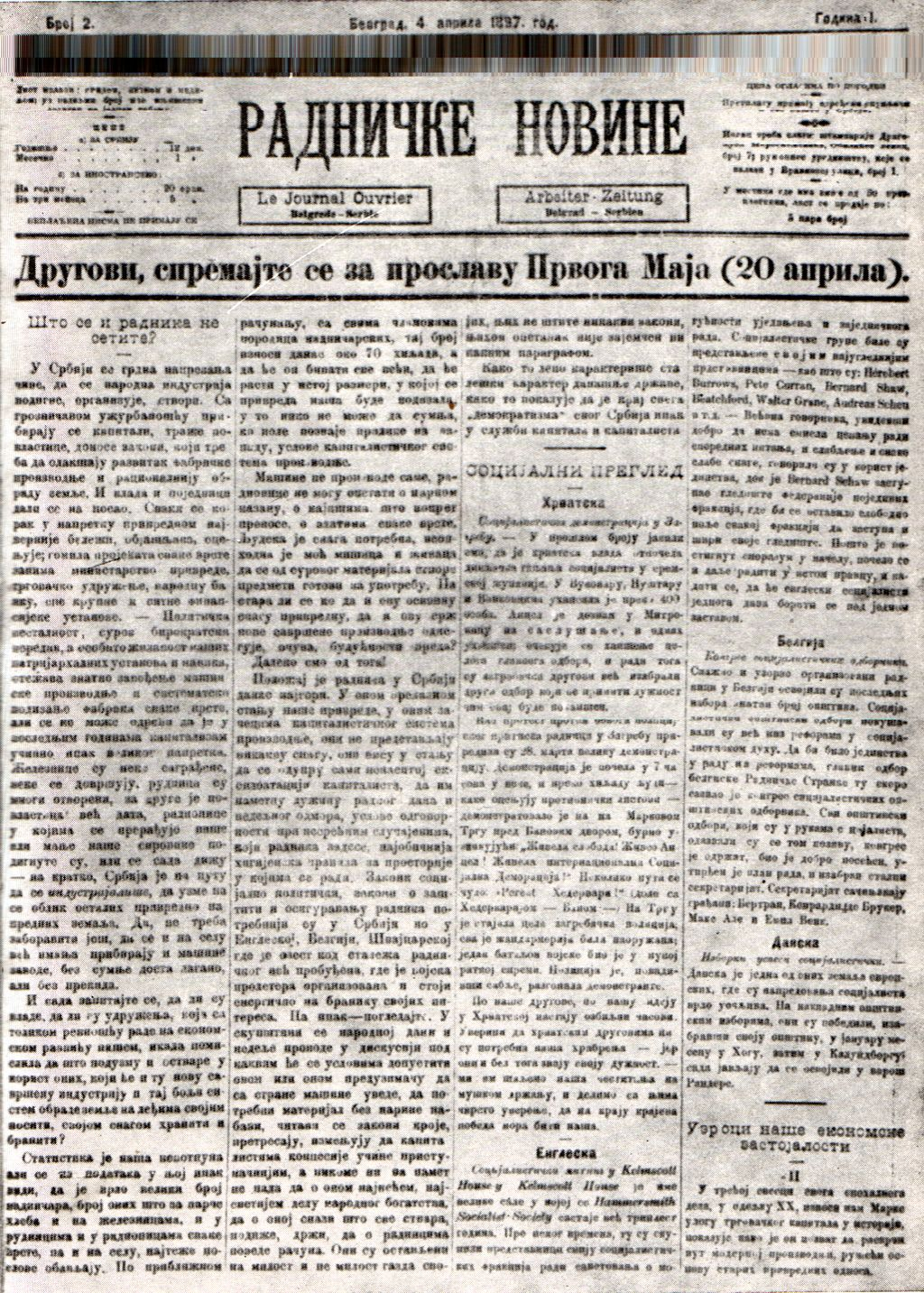
Radničke novine

El 2 d'agost de 1903, es va formar el Partit Socialdemòcrata, amb Dimitrije Tucović i Dragiša Lapčević com a líders destacats. El redactor del seu diari, Radničke novine, era Tucović. Durant el segon congrés del sindicat de treballadors del SSDP (1904), Tucović va impartir una conferència sobre organització sindical. El 1906, es va graduar a la Facultat de Dret de la Universitat de Belgrad. Després de tornar de Berlín, va abandonar el seu doctorat per a dedicar-se al moviment obrer i socialista com a secretari del SSDP.

Tucović va ser l'organitzador i líder de la primera Conferència Socialista dels Balcans, celebrada a Belgrad del 7 al 9 de gener de 1910, i destinada a crear una federació balcànica.
| « | L'agrupació i la mutualitat de països i pobles dels Balcans és l'única via que condueix a l'alliberament econòmic, nacional i polític. | » |

El 1910, el partit va establir una revista sobre teoria, Borba, i Tucović n'era l'editor. Va participar en el Congrés Socialista Internacional de Copenhaguen el mateix any i va pronunciar un discurs criticant la posició que els socialdemòcrates austríacs van assumir sobre el tema nacional, especialment l'annexió austrohongaresa de Bòsnia i Hercegovina. En un debat amb Karl Renner, va denunciar la política esclavitzant colonial de l'Imperi Austrohongarès i el fet que els socialdemòcrates donessin suport al govern.
Després de l'esclat de les Guerres Balcàniques el 1912, es va mobilitzar a l'exèrcit serbi i va participar en la campanya militar sèrbia a Albània. Va enviar cartes des del front descrivint els crims de guerra contra la població civil que es publicaven regularment al Radničke novine. Escrivint sobre les massacres d'albanesos durant la conquesta sèrbia de Kosovo a Turquia (1912), va declarar:
| « | Hem dut a terme l'intent d'assassinat premeditat de tota una nació. Ens van atrapar en aquell acte criminal i ens han obstruït. Ara hem de patir el càstig... A les Guerres Balcàniques, Sèrbia no només va doblar el seu territori, sinó també els seus enemics externs. | » |

Després de tornar de la guerra dels Balcans, va publicar el seu influent llibre Serbia and Albania: A Contribution to the Critique of the Conqueror Policy of the Serbian Bourgeoisie, que analitza les arrels del conflicte serbi-albanès i es considera una de «les contribucions marxistes més importants sobre el qüestió nacional als Balcans».

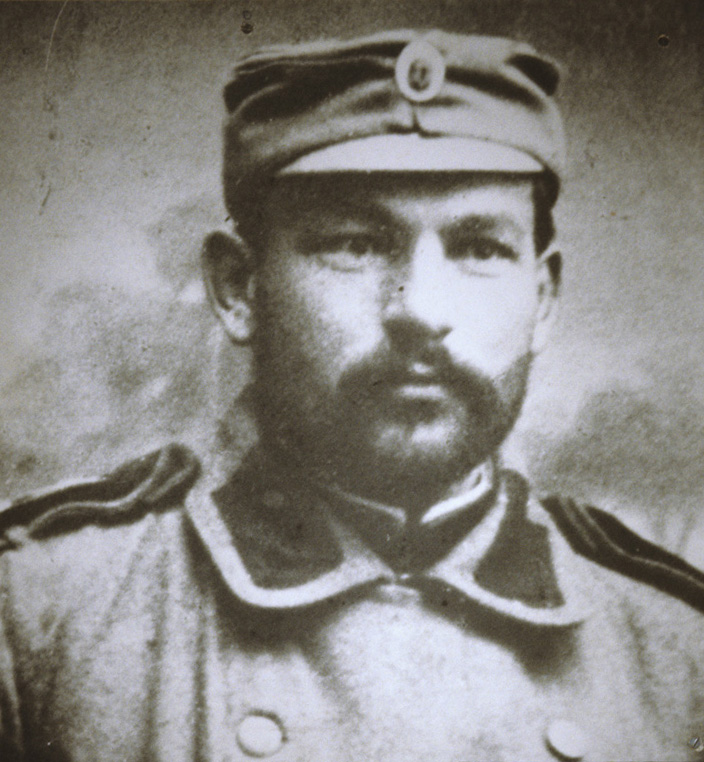
Capità Dimitrije Tucović

Va morir al front de la Primera Guerra Mundial, a Vrače Brdo, com a membre de la divisió Morava a la Batalla de Kolubara el novembre de 1914 contra l'exèrcit austrohongarès, al costat de Ljig. El 1915, Lev Trotsky va escriure sobre l'impacte polític de la seva mort:
| « | Quants arrabassadors de la Federació Balcànica han caigut en les guerres dels darrers anys! El cop més pesat per a la socialdemocràcia sèrbia i tota la Balcània en la guerra va ser el destí de Dimitrije Tucović, qui va ser una de les figures més nobles i heroiques del moviment obrer serbi. | » |

La plaça Slavija de Belgrad havia rebut el seu nom. Té carrers amb el seu nom a Skopje, Užice, Belgrad, Kragujevac i moltes altres ciutats i pobles de l'antiga Iugoslàvia.

## Obra seleccionada
- Sindikalne organizacije, 1904
- Sindikati i partija, 1904
- Austro-Ugarska na Balkanu, 1908
- Zakon o radnjama i socijalna demokratija, 1908
- Radnički pokret u Srbiji, 1909
- Balkanska konferencija, 1910
- Prva balkanska socijaldemokratska konferencija, 1910
- Albansko pitanje, 1910
- Rat i mir, 1910
- Oslobođenje žene, 1910
- Taktika i akcija, 1910
- Buržoaska i proleterska Srbija, 1911
- Marks i Sloveni 1911
- Srbija i Arbanija, 1914